# Герб Труновского муниципального округа
Герб Труновского муниципального округа Ставропольского края Российской Федерации — опознавательно-правовой знак, составленный и употребляемый в соответствии с правилами геральдики, служащий одним из официальных символов муниципального образования.
Первоначально был утверждён 26 декабря 2006 года как герб Труновского муниципального района и 22 февраля 2007 года внесён в Государственный геральдический регистр Российской Федерации с присвоением регистрационного номера 2827.
Переутверждён 16 февраля 2021 года как герб Труновского муниципального округа.

## Описание и обоснование символики
Герб Труновского муниципального округа представляет собой четырёхугольный, с закруглёнными нижними углами, заострённый в оконечности геральдический щит. На щите, разделённом по вертикали на синее и красное поле, под золотой стенозубчатой о шести зубцах главой, обременённой левообращённой красной головкой колоса, две серебряные, остриями вверх казачьи пики накрест, под ними в фокусе серебряная слеза (капля).— Решение  Совета Труновского муниципального округа от 16 февраля 2021 г. № 8
В XVIII веке по территории, впоследствии отошедшей к Труновскому муниципальному округу, проходила Азово-Моздокская укреплённая линия, на месте одной из крепостей которой позднее было образовано село Донское — ныне административный центр округа.
Рассечённое лазорево-червлёное поле щита олицетворяет объединение Донской, Кубанской и Терской казачьих областей и, одновременно, цвета этих войск. Золотая стенозубчатая глава символизирует крепость Донскую, как составную часть Азово-Моздокской оборонительной линии. Две скрещённые серебряные казачьи пики указывают на казачьи корни основной части населения Труновского муниципального округа. Традиционный геральдический символ влаги, жидкости — серебряная слеза (капля) — означает развитую сеть мелиоративных сооружений, находящихся на территории округа. Червлёный колос, серебряная капля, а также золотая глава своим цветом отражают сельскохозяйственную специфику муниципального образования.

## История
Работа над созданием официальной символики Труновского муниципального района началась в сентябре 2006 года. Для участия в ней руководство муниципального образования привлекло ставропольского художника-геральдиста Сергея Евгеньевича Майорова. Во взаимодействии с геральдической комиссией при губернаторе Ставропольского края Майоров разработал концепцию герба, основанную на историческом прошлом района и, в частности, связанную с историей крепости № 9 «Донская».

Крепость Донская замыкала правый флаг [Азово-Моздокской оборонительной] линии и посредством небольших укреплений стыковалась с территорией Войска Донского. Соединяясь здесь, линейные и донские казаки несли охрану российской границы. Специфическим оружием казаков Дона была пика. Сегодня территория Труновского района относится к возрождённому терскому казачеству.— Охонько Н. А. Символы малой родины
В соответствии с перечисленными выше особенностями было решено использовать в гербе синий (лазурь) и красный (червлень) цвета (синий символизировал терское казачество, красный — донское), а также поместить в гербовый щит скрещённые казачьи пики, означавшие, что «стыкуясь здесь, эти казачьи общности закрывают российскую границу на замок». Золотая глава олицетворяла крепость Донскую, шесть её зубцов — шесть сельских поселений, входивших в состав Труновского района. Исходя из пожеланий районного руководства, Майоров включил в композицию герба изображения колоса и слезы (капли). По замыслу заказчиков они должны были символизировать хлебопашество, составлявшее экономическую основу района, и Правоегорлыкский канал с сетью мелиоративных сооружений.
25 октября 2006 года краевая геральдическая комиссия, рассмотрев все представленные варианты районного герба, решила: «Принять вариант с серебряной каплей и колосьями, увенчанный короной, представить депутатам и на рассмотрение в Государственную герольдию».
26 декабря 2006 года районный совет утвердил официальные символы Труновского района — герб и флаг. Принятый депутатами герб представлял собой «рассечённый лазорево-червлёный щит с золотой о шести зубцах главой, обременённой червлёным колосом. Под ней две перекрещённые серебряные пики остриями вверх, а под ними в фокусе серебряная слеза (капля)».
22 февраля 2007 года, после положительного заключения Геральдического совета, герб Труновского района был зарегистрирован в Государственном геральдическом регистре под номером 2827. По информации на сайте Heraldicum.ru, при внесении герба в регистр его композицию несколько изменили, поместив в главе щита две противообращённые червлёные головки колоса вместо одной.
28 августа 2007 года положение о гербе было утверждено в новой редакции. Согласно ему, описание герба района гласило:

Герб Труновского муниципального района представляет собой четырёхугольный, с закруглёнными нижними углами, заострённый в оконечности геральдический щит. На щите, разделённом по вертикали на синее и красное поле, под золотой стенозубчатой о шести зубцах главой, обременённой левообращённой красной головкой колоса, две серебряные, остриями вверх казачьи пики накрест, под ними в фокусе серебряная слеза (капля).— Решение Совета Труновского муниципального района от 28 августа 2007 г. № 33
16 марта 2020 года все муниципальные образования Труновского района были объединены в Труновский муниципальный округ.
Решением Совета Труновского муниципального округа от 16 февраля 2021 года № 8 округ определён правопреемником герба и флага Труновского муниципального района.